# 旗昌洋行大楼

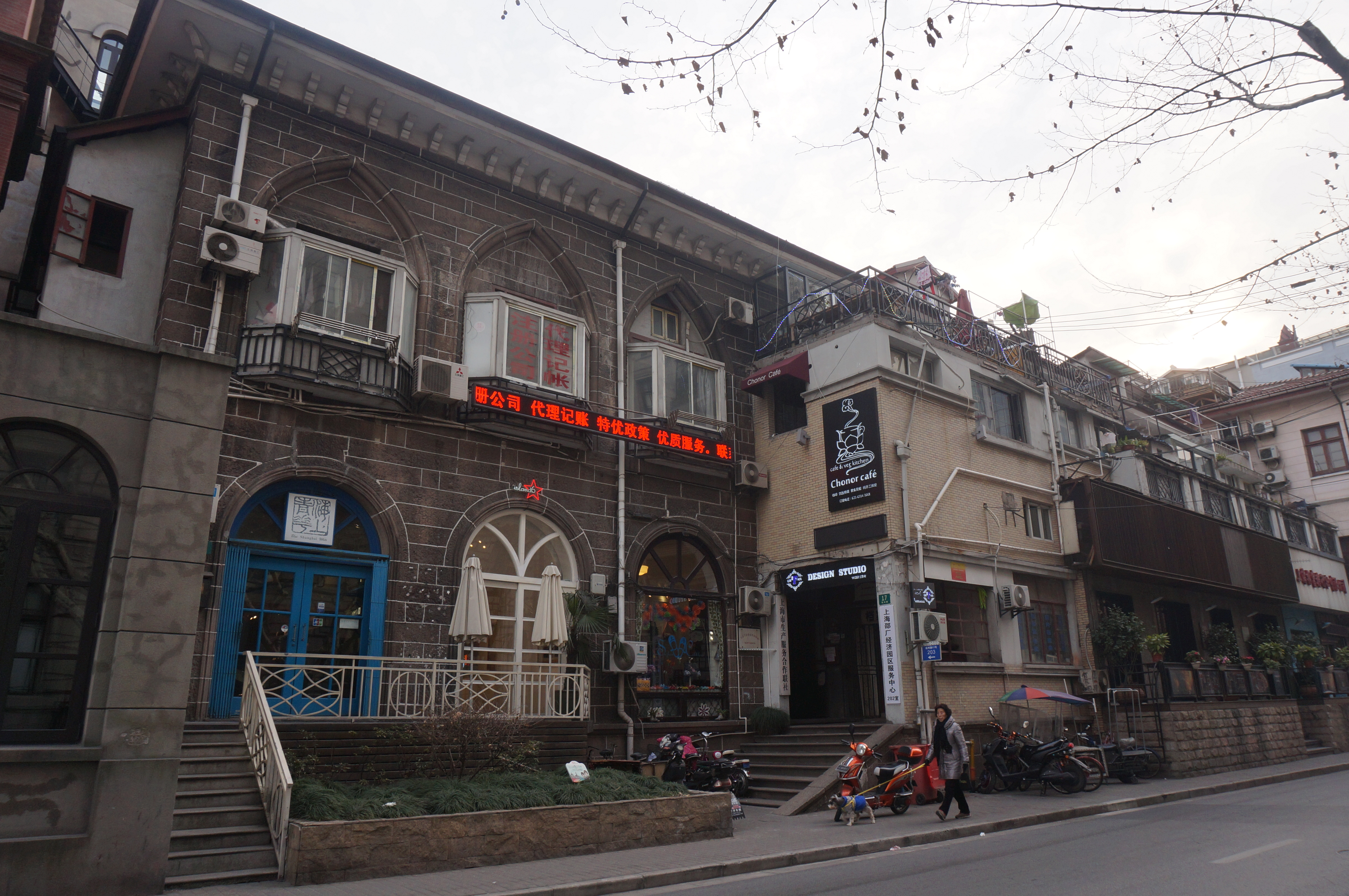
旗昌洋行大楼

旗昌洋行大楼，位于上海市福州路17号和19号。是一幢砖木结构的两层楼房。19世纪远东最著名的美國资本企业旗昌洋行（Russell & Co.）于1846年将总部迁往上海外滩9号，在此经历了它的黄金时期。1877年，旗昌轮船公司，连同在外滩9号的办公室大楼，以220万两银子的价钱卖给1873年成立的，受李鸿章保护的中国官商合办企业轮船招商局。1901年，轮船招商局重建面临外滩一侧的大楼，而该楼却得以保留。

## 外部參考
- 上海外滩9号旗昌洋行大樓